# Schöpfwerk Basbeck
Das Schöpfwerk Basbeck an der Oste in der niedersächsischen Kleinstadt Hemmoor-Basbeck, Samtgemeinde Hemmoor, im Landkreis Cuxhaven, stammt vom Anfang des 20. Jahrhunderts.
Aktuell (2024) wird es genutzt.
Das Gebäude steht unter Denkmalschutz (siehe auch Liste der Baudenkmale in Hemmoor).

## Geschichte und Beschreibung
Hemmoor ging 1968 aus den sechs ehemals selbständigen Gemeinden Basbeck, Warstade, Hemm, Westersode, Hemmoor und Heeßel hervor.
Das Schöpfwerk südlich am Ostedeich und dem Basbecker Schleusenfleth, mit seiner expressionistischen Formensprache und seiner technischen Konzeption, gehört zu einer Gruppe der um 1930 errichteten Wasserregulierungsbauwerke in den Flussmarschen von Oste, Elbe und Este.
Die Anlage von 1927 besteht aus

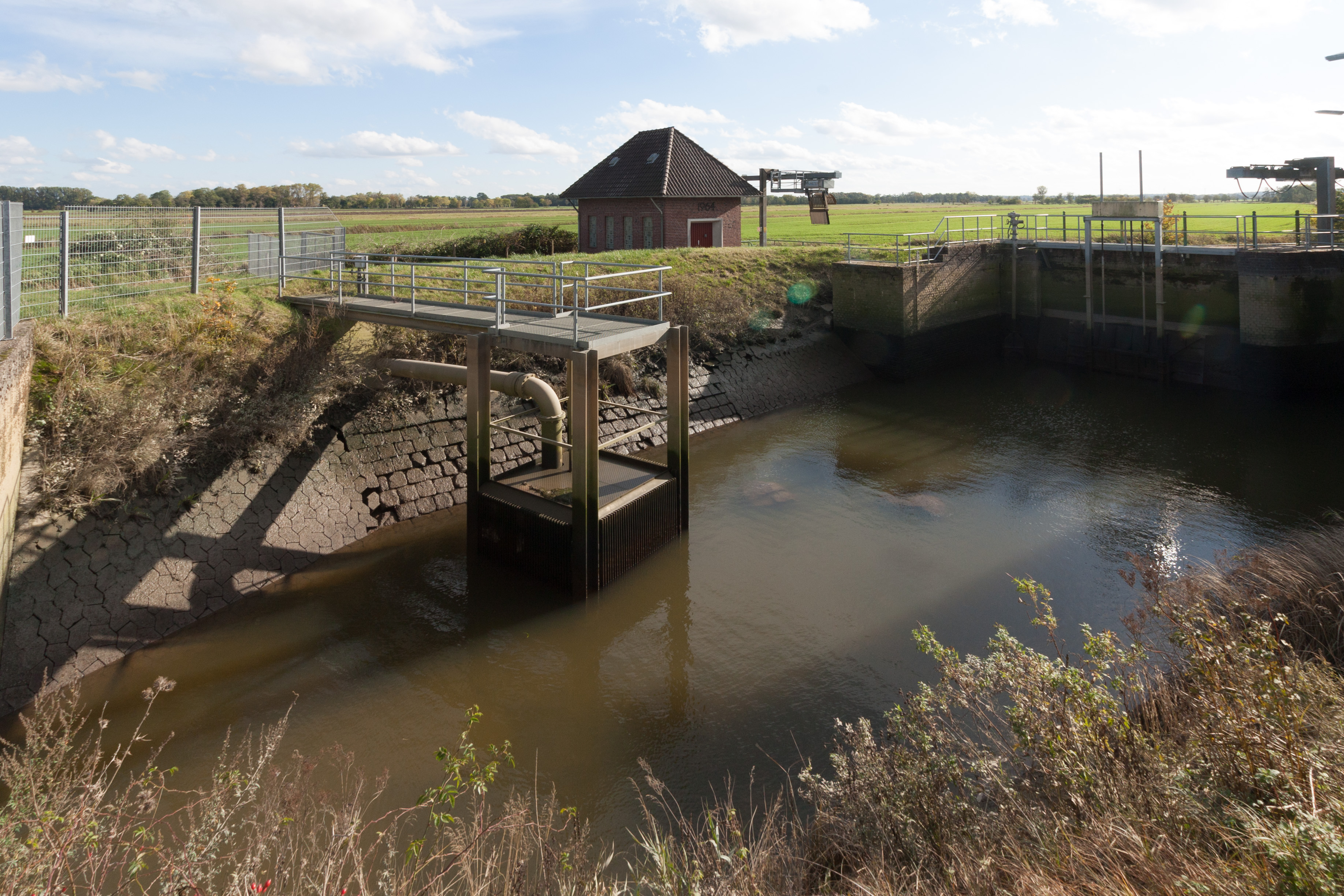
Sieltor

- dem eingeschossigen verklinkerten Schöpfwerkhaus in Backstein mit pfannengedecktem Satteldach mit Backsteinverzierungen wie Eckbetonungen und Fensterstürzen,[2]
- dem eingeschossigen verklinkerten Vorbau an der Nordosttraufe
- und den quer zum Schleusenfleth liegenden Ein- und Auslaufbauwerken mit der Sielkammer und den Sieltoren.[3]

Das Landesdenkmalamt befand u. a.: „… orts- und technikgeschichtlichen, gebäudetypischen und landschaftsbildprägender Zeugniswert.“